# Condado de Sevier (Tennessee)
O Condado de Sevier é um dos 95 condados do Estado americano do Tennessee. A sede do condado é Sevierville, que é também a sua maior cidade. O condado tem uma área de 1548 km² (dos quais 14 km² estão cobertos por água), uma população de 71 170 habitantes, e uma densidade populacional de 46 hab/km² (segundo o censo nacional de 2000). O condado foi fundado em 1794.